# Catasetum tabulare
Catasetum tabulare es una especie de orquídea epifita, originaria de Sudamérica.

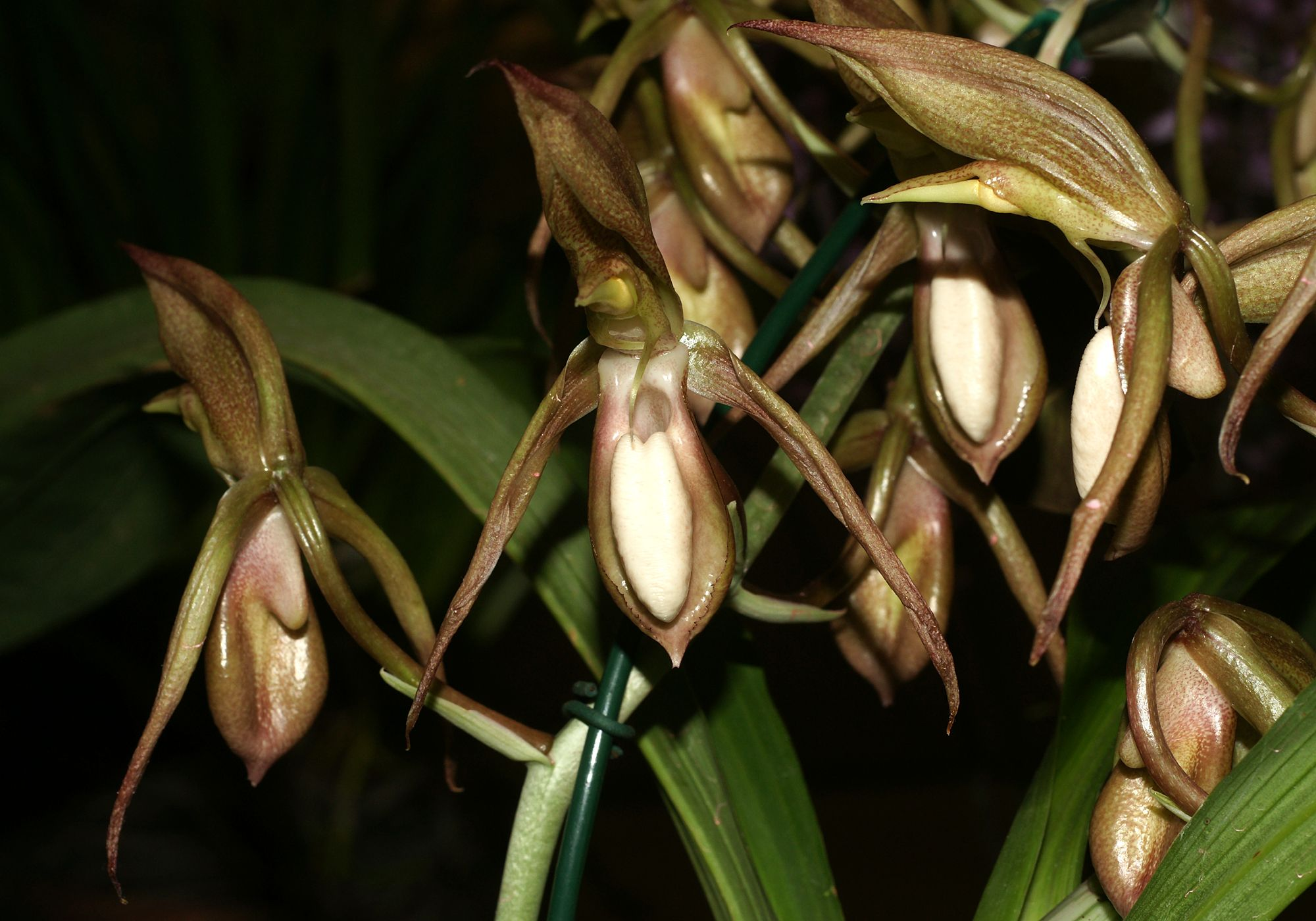
Flores

## Descripción
Es una especie de orquídea de tamaño mediano que prefiere el clima cálido,  es epifita  con pseudobulbos. Florece en la primavera hasta el otoño en una inflorescencia basal suberecta 45 cm de largo, con 2-6 flores  muy fragantes, carnosas, que surge de un pseudobulbo recién formado.

## Distribución y hábitat
Se encuentra en Colombia y Brasil, donde crece  a una altura de 1000 metros en el bosque húmedo tropical, humedales fluviales y en la selva.

## Taxonomía
Catasetum tabulare fue descrito por John Lindley y publicado en Edwards's Botanical Register 30: Misc. 40. 1840.
Etimología
Ver: Catasetum
tabulare: epíteto latino que significa "plana".
Sinonimia
- Catasetum caucanum Schltr. 1920;
- Catasetum finetianum L. Linden & Cogn. 1849;
- Catasetum pallidiflorum Schltr. 1920;
- Catasetum pallidum Cogn. 1894;
- Catasetum rhamphastos Krzl.[4]